# The Other Side of the Door (2016)
The Other Side of the Door é um filme de terror produzido no Reino Unido e na Índia, dirigido por Johannes Roberts e lançado em 2016.